# Каса-Веке
Каса-Веке (рум. Casa Veche) — село у повіті Вилча в Румунії. Входить до складу комуни Олану.
Село розташоване на відстані 148 км на захід від Бухареста, 26 км на південь від Римніку-Вилчі, 72 км на північний схід від Крайови, 133 км на південний захід від Брашова.

## Населення
За даними перепису населення 2002 року у селі проживали 816 осіб, усі — румуни. Усі жителі села рідною мовою назвали румунську

## Видатні уродженці
- Марія Гіня — румунська співачка.